# PIARAピアノコンクール
PIARAピアノコンクール（ピアラピアノコンクール）は、東洋ピアノ製造が設立した日本ピアノグレード認定協会（PIARA、ピアラ）が主催しているピアノコンクールである。一部の予選会を除いてスタインウェイピアノを使用する。静岡県、浜松市、公益財団法人浜松市文化振興財団のほか、新聞社や放送局、音楽書籍出版社などが後援している。

## 概要
1994年（平成6年）PIARAピアノフェスティバルとして開催。1996年（平成8年）より名称をPIARAピアノコンクールに改める。毎年11月上旬から1月下旬に全国各地に所在する支部で予選会が開かれ、3月下旬から4月上旬に地区大会・海外大会、7月にアクトシティ浜松でファイナルを行う。予選参加は、録音審査での参加も可能である。
審査委員長は、北川暁子（東京藝術大学名誉教授）。ファイナル（全国大会）の賞は、各部門から第1位～3位、特別賞として一部の部門からスタインウェイ奨励賞、ショパン賞、アポロ奨励賞、審査員特別賞が授与される。

## 部門

### ソロ部門
幼児から大人まで年齢に応じて8段階（プリティ、ジュニアA、ジュニアB、ジュニアC、シニアA、シニアB、シニアC、アマチュア）からなる部門。

### デュオ部門
連弾による演奏。年齢に応じて5段階（デュオA、デュオB、デュオC、デュオD、デュオ親子）からなる部門。

## コンクール形態

### 予選会
埼玉、東京青山、横浜、長野、浜松、名古屋、三重、北近畿、広島、岡山、愛媛、九州各地で開催される予選会に参加するか、録音審査で出場する。予選会では自由曲または支部規定の課題曲で出場する（支部により予選会の規定が異なる）。録音審査は自由曲で出場する。

### 地区大会（海外大会）
予選通過者を対象に全国15地区・海外5地区で地区大会・海外大会を開催する。地区大会からは課題曲を選択して出場する。また、地区大会からは全ての会場でスタインウェイピアノで演奏する。
- 国内：東北、北関東、関東、西関東、南関東、信越、中部、関西A、関西B、中四国、九州山口、九州I、九州II、九州III
- 海外：台湾、中国、香港、マカオ、シンガポール

### ファイナル（全国大会）
地区大会上位入賞者を対象に7月にアクトシティ浜松でファイナルを開催する。ファイナルでは地区大会とは別の課題曲を選択して出場する。

## 著名な受賞者
- 入江麻衣子 - （ピアニスト・声優） - 第10回全国大会出場、ショパン奨励賞を受賞。[1]
- 森保まどか（アイドル） - 第14回 全国大会に出場し、ジュニアC部門でアポロ奨励賞受賞[2]